# Heinrich Rickert
Heinrich Rickert (Danzig, 25 de mayo de 1863-Heidelberg, 25 de julio de 1936) fue un filósofo alemán. Fue uno de los principales representantes del neokantismo.

## Trayectoria
Contrariamente a Nietzsche y a Bergson, enfatizó que los valores demandan una distancia de la vida, y lo que Bergson, Dilthey y Simmel llamaron "valores vitales" no son valores verdaderos. Además sostuvo el carácter científico de la historia abriendo el camino para la consideración de las así llamadas "ciencias humanas".
Rickert, junto con Wilhelm Windelband, lideró la llamada Escuela de Baden de los neo-kantianos. En ella, tuvo un papel destacado en el importante debate de la época sobre los métodos y los propósitos de la investigación en ciencias sociales, conocido como Methodenstreit. Este debate, en general, y las posturas defendidas por Rickert, en particular, tuvieron una importante influencia en la obra del sociólogo Max Weber.
Rickert defiende que los juicios previos del observador deforman las que son aparentemente observaciones neutrales. Por un lado, la selección del objeto de estudio se ve influida por los valores del observador y, en general, por los intereses y valores presentes en la sociedad. Por otro lado, la formación de conceptos enmarcan la realidad empírica y, por lo tanto, reducen la masa de hechos susceptibles de ser estudiados. Los hechos, por lo tanto, no existen de manera independiente sino que están intrínsecamente conectados con un sistema de valores.

## Obra
- Zur Lehre von der Definition (1888). Center for Research libraries, crl.edu Archivado el 19 de julio de 2011 en Wayback Machine. 2nd. ed., 1915. 3rd ed., 1929.
- Der Gegenstand der Erkenntnis: ein Beitrag zum Problem der philosophischen Transcendenz (1892). Google (UCal)
  - 2nd ed., 1904: Der Gegenstand der Erkenntnis: Einführung in die Transzendentalphilosophie. Google (UMich)
- Die Grenzen der naturwissenschaftlichen Begriffsbildung (1896-1902). 2 volúmenes. Google (NYPL) 2nd ed., 1913.
- Fichtes Atheismusstreit und die kantische Philosophie (1899). Google (UCal) IA (UToronto)
- Kulturwissenschaft und Naturwissenschaft (1899). 7rd ed., 1926, nueva ed. Celtis Verlag, Berlín 2013, ISBN 978-3944253-00-8
- "Geschichtsphilosophie" in Die Philosophie im Beginn des zwanzigsten Jahrhunderts (1905). 2 volumes. Vol. 2, pp. 51-135
- Die Probleme der Geschichtsphilosophie: eine Einführung. 3rd ed., 1924, nueva ed. Celtis Verlag, Berlín 2013, ISBN 978-3-944253-01-5
- Wilhelm Windelband (1915).
- Die Philosophie des Lebens: Darstellung und Kritik der philosophischen Modeströmungen unserer Zeit (1920). IA (UToronto) 2nd ed., 1922.
- Allgemeine Grundlegung der Philosophie (1921). [System der Philosophie vol. 1]
- Kant als Philosoph der modernen Kultur (1924).
- Über die Welt der Erfahrung (1927).